# Change the World (chanson de POD)
Pour les articles homonymes, voir Change the World (homonymie).
Singles de POD
Will You
(2003) Goodbye for Now
(2006)
Pistes de Payable on Death
Will You Execute the sound
Change the World est le second single issu de l'album Payable on Death de POD. Il est sorti courant 2004.
Le clip réalisé pour Change the World a été tourné dans plus de 40 pays différents mais n'a jamais été donné à MTV pour être diffusé, à cause d'un remaniement au sein d'Atlantic Records, ce qui a laissé le groupe sans aucun soutien de son label.